# Lake Nepean
Lake Nepean är en sjö i Australien. Den ligger i delstaten New South Wales, i den sydöstra delen av landet, omkring 81 kilometer sydväst om delstatshuvudstaden Sydney. 
I omgivningarna runt Lake Nepean växer i huvudsak städsegrön lövskog. Runt Lake Nepean är det glesbefolkat, med 15 invånare per kvadratkilometer. Genomsnittlig årsnederbörd är 1 288 millimeter. Den regnigaste månaden är februari, med i genomsnitt 215 mm nederbörd, och den torraste är juli, med 34 mm nederbörd.